# Malattia di Gaucher

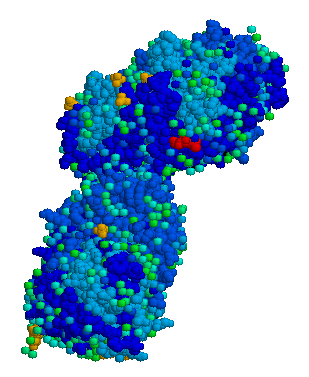

La malattia di Gaucher è il disturbo da carenza enzimatica più comune tra le circa 50 malattie da accumulo lisosomiale di natura ereditaria. La causa della malattia è una carenza dell’enzima glucocerebrosidasi (o beta-glucosidasi acida), un’idrolasi lisosomiale coinvolta nella degradazione degli glicosfingolipidi.
Nella maggior parte dei pazienti la malattia di Gaucher esordisce in età infantile con manifestazioni quali, ecchimosi e tendenza allo sviluppo di emorragie, spossatezza, dolore alle ossa o, più frequentemente, una combinazione di questi sintomi.
Singolarmente, o in combinazione, queste manifestazioni riducono la resistenza fisica del paziente e la sua qualità di vita, in quanto possono limitare o impedire la partecipazione alle attività scolastiche, professionali o ricreative. Se la malattia non viene trattata in modo ottimale, può progredire in una patologia debilitante irreversibile e condurre ad una disabilità permanente, o persino causare la morte prematura del paziente.

## Storia
Philippe Gaucher descrive la malattia nel 1882.3 ma solo nel 1965 fu dimostrata la carenza dell’enzima glucocerebrosidasi come il difetto metabolico alla base di questo disturbo da Roscoe Brady.4

## Epidemiologia
La malattia di Gaucher è un disturbo panetnico ereditario di tipo autosomico recessivo. Nelle popolazioni dell’Europa occidentale sono stati documentati tassi di prevalenza di malattia di Gaucher sintomatica tra 1:57 000 e 1:111 0001,6,7 La malattia è particolarmente frequente nella popolazione di origine ebrea Ashkenatzita, nella quale le stime di prevalenza variano tra 1:400-1:2 5003-5
La classificazione si divideva in: tipo 1 non neuronopatico, tipo 2 neuronopatico infantile e tipo 3 neuronopatico giovanile e dell’adulto. Questa suddivisione si è evoluta nella più recente classificazione proposta dalla Neuronopathic Gaucher Disease Task Force dell’European Working Group on Gaucher Disease, ovvero: tipo 1 non neuronopatico, tipo 2 neuronopatico acuto, e tipo 3 neuronopatico cronico.8 Tuttavia, è diventato sempre più chiaro che i fenotipi della malattia di Gaucher rappresentano un continuum che va da un fenotipo con pochi segni o manifestazioni ematologiche, alla malattia di Gaucher più grave già evidente alla nascita.9
Le varianti della malattia di Gaucher con coinvolgimento del sistema nervoso centrale primario, ovvero la forma neuronopatica acuta (tipo 2) e la forma neuronopatica cronica (tipo 3), si manifestano meno frequentemente.10

## Sintomatologia
La malattia di Gaucher è causata dall’assenza o dal malfunzionamento dell’enzima glucocerebrosidasi. Nei soggetti affetti da malattia di Gaucher, a causa della carenza di tale enzima, lo smaltimento del glucocerebroside (o glucosilceramide) è insufficiente, con conseguente accumulo di grosse quantità di questo substrato all'interno dei lisosomi dei macrofagi, specialmente nei tessuti del sistema reticoloendoteliale. Questi macrofagi carichi di lipidi possono presentare una morfologia atipica e prendono il nome di ‘cellule di Gaucher’. Nella malattia di Gaucher, queste cellule tendono ad accumularsi in diversi organi ed apparati, nelle sedi di normale localizzazione dei macrofagi. Tuttavia, le principali sedi di accumulo sono la milza, i sinusoidi epatici ed il midollo osseo.11
Dai dati provenienti dal Registro Gaucher (internazionale, osservazionale e volontario) si evince che al momento della diagnosi l’anemia è presente nel 34% dei pazienti, la piastrinopenia (severa o moderata) nel 58% dei pazienti non splenectomizzati, la splenomegalia (severa o moderata) nel’85% dei pazienti e l’epatomegalia nel 63%.12 Il dolore osseo è riportato nel 33% dei casi e fra le manifestazioni ossee più comuni la deformità a fiasca di Erlenmeyer è presente per il 59% dei casi, l’osteopenia per il 55%, l’infiltrazione del midollo osseo per l’81%, l’infarto osseo per il 23% e la necrosi avascolare per il 17%.12
Vista l’ampia diversità dei fenotipi, e l’aspecificità dei segni di malattia può essere difficile sospettare la diagnosi di malattia di Gaucher. Accade piuttosto spesso che intercorra uno spazio temporale notevole tra la prima insorgenza dei sintomi e la corretta diagnosi;13, 14 in uno studio del 2007 si sono evidenziati ritardi diagnostici anche superiori ai 10 anni.
Gli errori diagnostici iniziali più frequenti possono consistere in comuni dolori della crescita, frattura accidentale oppure sanguinamento nasale ricorrente dovuto a disturbi emorragici non specifici associati a splenomegalia, leucemia o malattia di Legg-Calvé-Perthes.13,15 I dati del Registro Gaucher hanno inoltre mostrato che per circa il 60% dei pazienti la diagnosi avviene nelle prime due decadi di vita, il che indica che la malattia di Gaucher va considerata come malattia ad insorgenza giovanile.14
I sintomi iniziali segnalati generalmente dai pazienti Gaucher sono:
- Tendenza ad ecchimosi ed emorragie, ipermenorrea dalla prima mestruazione
- Dolore osseo
- Ritardo della crescita, atrofia muscolare
- Addome ingrossato (epatosplenomegalia)
- Fitte o dolore acuto al fianco durante il gioco o l’attività fisica
- Disturbi gastrointestinali: dolore all’alto addome, diarrea
- Astenia: necessità di dormire più a lungo e riduzione della resistenza allo sforzo

## Eziologia
La malattia è genetica a trasmissione autosomica recessiva (entrambi i genitori devono essere portatori e trasmettere il gene mutato al figlio). La causa, generalmente, è da ascrivere alla mutazione del gene GBA posto sul braccio lungo del cromosoma 1 che determina la produzione di un enzima deficitario o mal funzionante, ma è noto che la patologia può essere causata anche dalla carenza di una proteina attivatrice (la saposina C), che si lega alla glucocerebrosidasi agevolando l’idrolisi della glucosilceramide. Finora sono state studiate più di 300 mutazioni.16

## Diagnosi
La diagnosi di malattia di Gaucher è confermata dimostrando il deficit dell’attività enzimatica della glucocerebrosidasi. I leucociti del sangue periferico costituiscono il campione più attendibile per misurare l’attività enzimatica,17 ma si possono anche usare i fibroblasti in coltura ottenuti da una biopsia cutanea.18 In generale, i pazienti affetti dalla malattia di Gaucher hanno un’attività enzimatica inferiore al 30% rispetto al normale. L’attività enzimatica misurata non è un fattore prognostico attendibile dell’espressione clinica o della gravità della malattia.
Il test enzimatico che utilizza una macchia di sangue essiccata su carta da filtro (Dried Blood Spot o DBS) può essere utilizzato per diagnosticare la malattia di Gaucher.19 Il test su DBS si è dimostrato sufficientemente sensibile da differenziare i pazienti Gaucher dagli individui sani ed è indicato per programmi di screening sui neonati o sui gruppi ad alto rischio su larga scala.20 In alcuni pazienti, la diagnosi corretta può essere sospettata per la prima volta dopo che un aspirato del midollo osseo, effettuato a scopo diagnostico in caso di anemia cronica, di trombocitopenia e/o di splenomegalia, evidenzia la presenza di cellule di Gaucher. Queste cellule assumono un aspetto distintivo alla colorazione con acido periodico di Schiff, con un citoplasma granulare o fibrillare dilatato e ‘raggrinzito’, come conseguenza del riempimento del citoplasma lisosomiale con fibrille e depositi ‘a corde’ di glucocerebroside.21
È importante notare che la valutazione morfologica del midollo osseo è stata abbandonata come test diagnostico di conferma definitiva. Prima di tutto a causa dell’invasività della procedura e, secondariamente, perché si può verificare una diagnosi errata di malattia di Gaucher nei pazienti con tumori ematologici (ad esempio leucemia, morbo di Hodgkin).22 Questi tumori sono associati ad un alto turnover cellulare ed il midollo osseo può mostrare cellule ‘pseudo-Gaucher’ che al microscopio possono apparire molto simili alle cellule di Gaucher, almeno usando le tecniche di colorazione più comuni. Il dosaggio enzimatico fornisce perciò la diagnosi definitiva.
Nel fare diagnosi, bisogna fare attenzione alle possibili comorbidità che spesso si associano alla malattia di Gaucher e che, peraltro, rientrano nella diagnosi differenziale. Le anomalie a carico delle immunoglobuline sieriche e altre manifestazioni di una alterata funzione delle cellule B si osservano spesso nei pazienti con malattia di Gaucher.35
Apparentemente i pazienti presentano un’infiammazione subclinica o latente probabilmente dovuta a stimolazione cronica e attivazione del sistema immunitario da parte del glucocerebroside accumulato. L’infiammazione cronica latente può essere uno dei fattori responsabili di un aumento del rischio di malattia neoplastica del sistema linfoide e di altri organi. Le neoplasie più comuni sono le neoplasie delle cellule B e il mieloma multiplo36, ma si sono riscontrati anche linfomi di Hodgkin e non Hodgkin e leucemia linfatica cronica.35
Più recentemente, diversi gruppi hanno riportato un’associazione epidemiologica tra parkinsonismo e l’essere portatore di una mutazione del gene che codifica per la glucocerebrosidasi (GBA).37 Un meccanismo proposto per spiegare questa associazione è che le mutazioni nella proteina della glucocerebrosidasi possano in qualche modo interferire con la clearance o promuovere l’aggregazione di α-sinucleina.38
Alcuni marcatori biochimici della malattia, indici di anomalie biochimiche derivanti dal coinvolgimento osseo o viscerale, sono stati identificati nei pazienti con la malattia di Gaucher e si sono dimostrati utili (seppur con dei limiti) per il monitoraggio della progressione della malattia e dell’efficacia terapeutica. Questi marker comprendono la chitotriosidasi, la esosaminidasi, l’enzima di conversione dell’angiotensina (ACE) e la fosfatasi acida tartrato-resistente (TRAP).23
Si ritiene che i macrofagi carichi di lipidi secernano chitotriosidasi (una chitinasi) in eccesso; di conseguenza i livelli plasmatici sono significativamente elevati nei pazienti sintomatici. Questo parametro si è dimostrato un indicatore del carico corporeo totale di ‘cellule di Gaucher’.23
Attualmente esistono numerose evidenze che supportano l’uso della Lyso-GL1 come significativo biomarcatore della patologia. La Lyso-GL1, forma deacilata della glucosilceramide, è diventata il primo biomarcatore della malattia di Gaucher; infatti, essendo un prodotto derivato dalla causa alla base della malattia, può riflettere in modo più accurato lo stato di malattia ed è indipendente dall’attivazione dei macrofagi.24
A completamento della diagnosi, è consigliata l’analisi di mutazione. Il ruolo più importante della genotipizzazione è legato allo screening e alla consulenza genetica della famiglia dell’individuo affetto dalla malattia.

## Trattamento
Il trattamento prevede la somministrazione endovenosa dell’enzima deficitario, la betaglucosidasi (terapia enzimatica sostitutiva o ERT). La frequenza abituale delle infusioni è di una volta ogni 2 settimane; questa è la frequenza delle infusioni per le quali è disponibile la maggior parte dei dati. Il primo farmaco approvato per la commercializzazione (negli USA nel 1994 e nell’Unione Europea nel 1997) per il trattamento della malattia di Gaucher di tipo 1 è noto come Cerezyme (Imiglucerasi).
Nell’UE, Cerezyme è indicato per l’uso come terapia enzimatica sostitutiva a lungo termine nei pazienti con diagnosi confermata di malattia di Gaucher non neuronopatica (tipo 1) e neuronopatica cronica (tipo 3) con manifestazioni non neurologiche significative dal punto di vista clinico. Cerezyme e il suo predecessore Ceredase (alglucerasi) hanno rivoluzionato il trattamento della malattia di Gaucher, avendo dimostrato di essere in grado di far regredire, completamente o in parte, e di prevenire la comparsa delle manifestazioni principali della malattia di Gaucher, quali ad esempio l’epatosplenomegalia, la trombocitopenia, l’anemia, le crisi ossee e altri disturbi scheletrici e il ritardo della crescita.
I pazienti con malattia di Gaucher neuronopatica grave e a rapida progressione sono stati sottoposti in passato a trapianto del midollo osseo.25 Pur avendo raggiunto una stabilizzazione del coinvolgimento neurologico, gli alti tassi di mortalità e morbidità associati alla procedura escludono l’indicazione del trapianto di midollo osseo nella terapia attuale della malattia di Gaucher neuronopatica.26
La terapia enzimatica sostitutiva con Cerezyme, somministrata prima e durante la gravidanza, ha dimostrato di ridurre il rischio di aborti spontanei e di emorragie durante il parto e nel periodo post-parto. Le linee guida dell’Agenzia Europea del Farmaco consigliano alle donne naïve al trattamento di considerare l’avvio della terapia prima del concepimento, per ottimizzare il loro stato di salute.27 Nelle donne che già ricevono Cerezyme deve essere preso in considerazione il proseguimento della terapia per l’intera gravidanza.27, 28
In mancanza di evidenze ad oggi di eventi avversi per il feto o per il bimbo allattato in corso di trattamento con Cerezyme, il medico curante può essere rassicurato nell’iniziare o continuare la terapia in corso di gravidanza e allattamento; se la malattia è controllata, è più probabile che le madri vadano incontro a gravidanze e parti senza complicanze.
Il trattamento è, inoltre, idoneo anche in età pediatrica dove la normalizzazione della velocità della crescita e l’induzione del recupero sono obiettivi importanti da ottenere nei bambini che devono raggiungere il picco di massa ossea prima di arrivare all’età adulta. Un’impennata della crescita viene in genere descritta dopo 6 mesi di trattamento nei pazienti Gaucher prima della pubertà,29,30 e lo Z-score e la velocità di crescita annuale si avvicinano all’altezza prevista, adattata all’età per i bambini sani, dopo 12 mesi di terapia adeguata.29
La terapia infusionale può essere somministrata anche a domicilio dopo valutazione e raccomandazione da parte del medico curante. L’obiettivo della terapia domiciliare migliorare la qualità di vit dei pazientia.31
L’unica altra ERT ad oggi disponibile in Europa è nota come VPRIV (Velaglucerasi alfa) approvata da FDA ed EMA nel 2010  “come terapia enzimatica sostitutiva a lungo termine dei pazienti affetti da malattia di Gaucher di tipo 1”.33 Pregressi studi clinici hanno dimostrato la non inferiorità di VPRIV rispetto a Cerezyme 32, ma pochi dati sono disponibili sulla sua efficacia e sicurezza in gravidanza e allattamento, sulla sintomatologia scheletrica e in età pediatrica inferiore ai 4 anni.33 Inoltre, non è approvato per i pazienti affetti da malattia di Gaucher di tipo 3.33
Attualmente, è disponibile una nuova classe di farmaci per il trattamento della malattia di Gaucher, quella delle terapie di riduzione del substrato (o SRT). Queste terapie impediscono l’accumulo del substrato, la glucosilceramide, inibendone la formazione attraverso un’azione diretta sulla glucosilceramide sintetasi.
Dal 2004 è disponibile in Europa, il Miglustat (nome commerciale Zavesca), le cui indicazione terapeutica è il trattamento orale della malattia di Gaucher di tipo 1 con sintomatologia da lieve a moderata. Tale farmaco "può essere utilizzato solo per il trattamento di pazienti per i quali la terapia di sostituzione enzimatica non è appropriata", dove per "non appropriata" si intendono i seguenti casi:
- comparsa di allergia;
- ipersensibilità;
- impossibilità a proseguire la somministrazione endovenosa;
- agofobia;
- motivi religiosi.

Dal 2015 è disponibile in Europa (autorizzata con procedura centralizzata europea dalla Commissione europea con le decisioni del 19 gennaio 2015 e 11 marzo 2015 ed inserita nel registro comunitario dei medicinali con i numeri EU/1/14/974/001-2-3) la specialità medicinale Cerdelga (eliglustat) che, contrariamente a Miglustat, è un “trattamento orale di prima linea a lungo termine, indicato per pazienti adulti con malattia di Gaucher di tipo 1, metabolizzatori lenti, intermedi o estensivi per il CYP2D6”.  In Italia la determina dell’Agenzia Italia Del Farmaco del 20 luglio 2016 (Gazzetta Ufficiale n. 184 del 08.08.16, pag. 20) ha regolamentato il regime di responsabilità e prezzo di vendita del medicinale per uso umano «Cerdelga» (determina n. 991).
Nel suo ampio programma di sviluppo, che ha coinvlto circa 400 pazienti in tutto il mondo, eliglustat ha dimostrato di essere efficace, in modo clinicamente significativo, sull’aumento dei livelli della conta piastrinica e dell’emoglobina, nella riduzione del volume splenico ed epatico e nel miglioramento dei parametri ossei nei pazienti mai trattati in precedenza; inoltre, si è dimostrato efficace nel mantenere la stabilità clinica, intesa come raggiungimento degli obiettivi terapeutici prefissati, nei pazienti precedentemente trattati con la ERT.34